# Domenico Bennardi
Domenico Bennardi (Fasano, 14 luglio 1975) è un politico italiano, sindaco di Matera dal 2020 al 2024.
Presidente della Fondazione Matera Basilicata 2019 dal 14 giugno 2022 e vice Presidente del Consiglio Nazionale ANCI dal 21 gennaio 2023.

## Biografia

### Gli studi
Nel 1994 consegue il diploma di maturità scientifica presso il liceo scientifico statale "Dante Alighieri" di Matera. Ha vissuto per quindici anni a Firenze, dove ha conseguito la laurea in scienze della formazione del vecchio ordinamento presso l'omonima facoltà dell'università degli studi di Firenze, e un diploma triennale in restauro presso l'Istituto per l'arte e il restauro di Palazzo Spinelli. Nel 1998 ha lavorato come assistente docente presso il medesimo istituto.
È sposato dal 2009.
Dal 2018 collabora con alcuni comuni italiani per la catalogazione e la digitalizzazione del patrimonio librario delle biblioteche civiche.
Nel 2021, con il Dipartimento delle Culture Europee del Mediterraneo dell'Università degli Studi della Basilicata, ha sottoscritto un accordo per la realizzazione di un archivio multimediale dei beni culturali della città di Matera.

### Attività politica
Nel 2020 si candida a sindaco di Matera alle elezioni comunali di quell'anno, mettendosi a capo di una coalizione formata da Movimento 5 Stelle, Volt Europa, PSI, Europa Verde e la lista civica "Matera 3.0".
Alle amministrative, dopo aver ottenuto al primo turno il 27,57% dei voti, accede al ballottaggio con il candidato del centro-destra Rocco Sassone, dove il 4 e 5 ottobre ottiene il 67,54% dei voti e viene eletto sindaco di Matera. Si insedia in comune il 6 ottobre 2020.
Prendendo atto dell’intenzione dei consiglieri comunali di opposizione di rassegnare le loro dimissioni, il 20 ottobre 2024 rimette il suo incarico. Alle amministrative del 2025 si ricandida coll'appoggio del solo Movimento 5 Stelle e si classifica in terza posizione, non accedendo al ballottaggio.